# Сёстры (фильм, 2005)
«Сёстры» (англ. The Sisters) — американский драматический фильм 2005 года режиссёра Артура Аллана Сайделмана по мотивам пьесы А. П. Чехова «Три сестры». 
Фильм впервые был показан 23 апреля 2005 года в рамках кинофестиваля «Tribeca Film Festival» и получил смешанные отзывы кинокритиков.

## Сюжет
Фильм рассказывает историю трёх сестёр и брата, их семейных проблем, карьерных взлетов и падений после смерти отца.

## В ролях
| Актёр                 | Роль                |
| --------------------- | ------------------- |
| Элизабет Бэнкс        | Нэнси Пикет         |
| Мария Белло           | Марсия Прайор Гласс |
| Эрика Кристенсен      | Ирэн Прайор         |
| Стивен Калп           | доктор Хэрри Гласс  |
| Тони Голдуин          | Винсент Антонелли   |
| Мэри Стюарт Мастерсон | Ольга Прайор        |
| Эрик Маккормак        | Гэри Сокол          |
| Алессандро Нивола     | Эндрю Прайор        |
| Крис О’Доннелл        | Дэвид Тарзин        |
| Рип Торн              | доктор Чебрин       |

## Номинации и награды
- 2005 — три премии «Dixie Film Festival» в категориях «Лучший фильм», «Лучший актёр» (Эрик Маккормак) и «Лучшая актриса» (Мария Белло).
- 2006 — премия «RiverRun International Film Festival» в категории «Лучшая актриса» (Мария Белло).
- 2006 — номинация на премию «Casting Society of America» в категории «Лучший кастинг независимого художественного фильма».